# Antiochus XII Dionysus
Antiochus XII Dionysus was een zoon van Antiochus VIII Grypus en de jongere broer van Seleucus VI Epiphanes, Antiochus XI Epiphanes, Philippus I Philadelphus en Demetrius III Eucaerus. Hij regeerde een deel van het Seleucidenrijk van 87–84 v.Chr.
De vijf broers erfden een dynastieke strijd om de troon die hun vader met zijn halfbroer Antiochus IX Cyzicenus en diens zoon Antiochus X Eusebes voerde. Na de dood van de oudste broer Seleucus begonnen de vier jongere broers ook onderling te vechten om de troon zodat er nu vijf kandidaten waren. Antiochus XII wist zich na de gevangenneming van Demetrius door de Parthen in Damascus te vestigen terwijl Philippus in Antiochië de macht had. Antiochus trachtte zijn positie te versterken door een veldtocht tegen de Nabateeërs, maar de Hasmoneeënvorst Jannaeus trachtte hem tegen te houden. Antiochus slaagde erin door te breken maar viel vervolgens onverwacht in de strijd tegen de Nabateeërs in een slag die hij op het punt stond te winnen. Zijn troepen werden uiteengeslagen en de Nabateeërs wisten zelfs Damascus te bezetten. De chaos in wat nog restte van het eens zo machtige Seleucidenrijk was groot.